# Schwimmerventil
Ein Schwimmerventil oder Füllventil ist ein durch einen Schwimmer gesteuertes Ventil: Wird ein bestimmter Pegelstand unterschritten, öffnet sich das Ventil, beim Erreichen des Sollpegels schließt es sich wieder.

## Einsatzgebiet
Schwimmerventile werden eingesetzt, um in Behältern einen bestimmten Füllstand einer Flüssigkeit zu gewährleisten. Prominentestes Beispiel ist der Spülkasten einer Toilette.
Außerdem werden sie bei dieselelektrischen U-Booten (zum Beispiel in der deutschen U-Boot Klasse XXI aus dem Zweiten Weltkrieg) für die Schnorchelanlage verwendet, um zu verhindern, dass Wasser in die Luftansaugöffnung gerät.

## Funktionsweise

Prinzipskizze Schwimmerventil

Der an einem Hebel befestigte Schwimmer sinkt mit dem Flüssigkeitspegel. Der mit dem Hebel gekoppelte Absperrkörper wird vom Ventilsitz entfernt, das Ventil somit geöffnet. Steigender Flüssigkeitspegel sorgt hingegen dafür, dass der Absperrkörper gegen den Ventilsitz gepresst und das Ventil somit geschlossen wird.

## Weitere Ausführungen

Prinzipskizze Schwimmerventil mit Pilotventilsteuerung

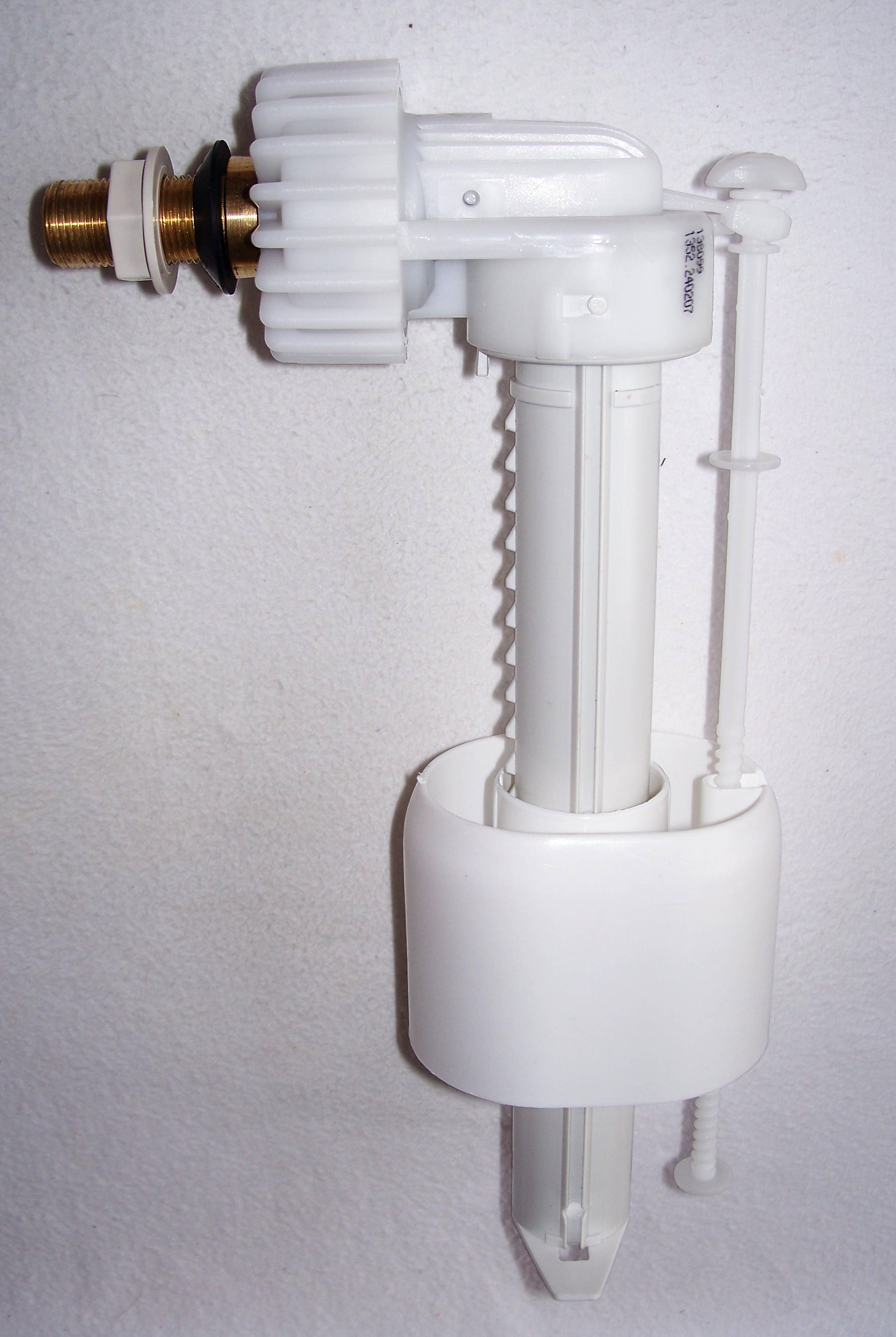
Schwimmerventil für den Spülkasten eines WCs (oben links: Frischwasseranschluss, senkrecht: Auslaufrohr; daran der Schwimmer; mit dem Stab rechts kann das Abschaltniveau eingestellt werden)

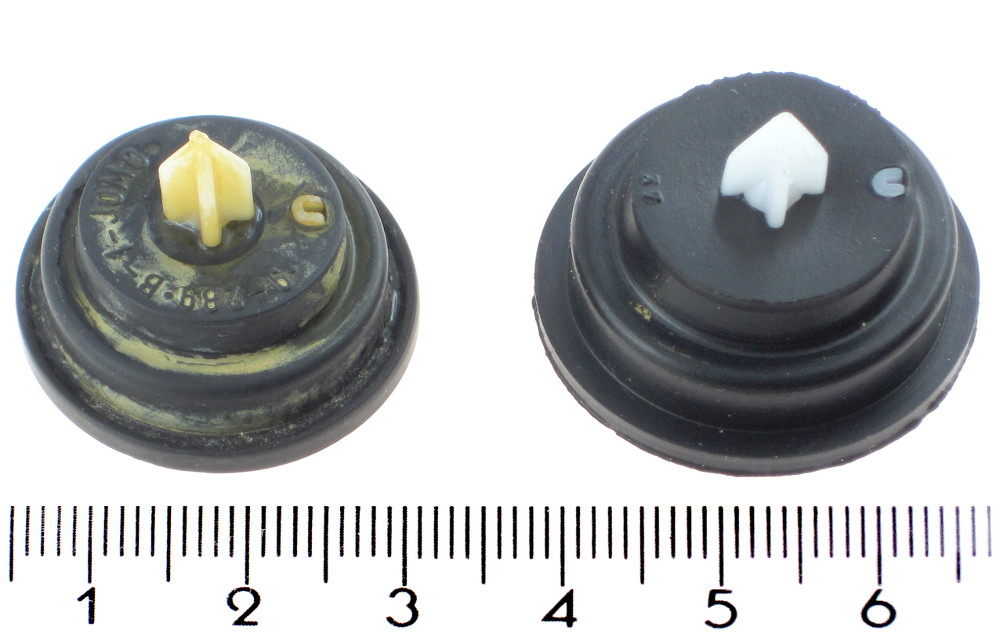
Gummidichtungen unterschiedlicher Füllventile.

Bei den im Spülkasten einer Toilette eingesetzten Füllventil wird meist nicht die einfache Form des Schwimmerventils genutzt, sondern eine integrierte Version aus Pilot- und Hauptventil. Dadurch verkürzt sich die Länge des Hebels, an dem der Schwimmer befestigt ist.
Über den Hebel am Schwimmer wird das Pilotventil mit gegenüber dem Hauptventil wesentlich kleinerem Durchmesser geschlossen. Der dadurch ansteigende Druck in der Pilotventilkammer drückt den zwangsgeführten Absperrkörper des Hauptventils in die geschlossene Position.
Im Handel gibt es Systeme, die sich geringfügig in der Geometrie ihrer Gummidichtungen unterscheiden (siehe linke Abbildung). Die Gummidichtung ist ein Verschleißteil, das nach mehreren Jahren ausgetauscht werden muss. Der Verkaufspreis der patentgeschützten Dichtungen liegt bei einem Drittel der Gesamtkosten für das Ventil.